# North Walsham
North Walsham è un paese di 11 998 abitanti della contea del Norfolk, in Inghilterra.